# Senato della Carolina del Sud
Il Senato della Carolina del Sud è la camera alta dell’Assemblea generale della Carolina del Sud, l’organo legislativo dello stato. L’altra è la Camera dei rappresentanti. 
È composto da 46 senatori eletti da distretti uninominali per un mandato di quattro anni in concomitanza con le elezioni presidenziali degli Stati Uniti.